# Zirc
Zirc est une ville et une commune du comitat de Veszprém en Hongrie.